# 梅津喜八
梅津 喜八（うめづ きはち、1843年（天保14年2月）- 1909年（明治42年）2月26日）は、明治時代の政治家、実業家。貴族院多額納税者議員。

## 経歴
沿岸部との交易により一代で財を成した花巻の豪商。大地主として小間物商、薬種商を営んだ。1879年（明治12年）岩手県会議員に当選。ほか、花巻銀行取締役、稗貫郡花巻川口町会議員、同郡会議員などを歴任した。
1908年（明治41年）岩手県多額納税者として貴族院議員に互選され、同年10月2日から務めたが、在任中に死去した。小学校の教科書を出版するなど教育振興にも務めた。